# Neomerinthe
Neomerinthe (лат.) — род морских лучепёрых рыб из семейства скорпеновых отряда скорпенообразных. Представители рода распространёны в Индийском, Тихом и Атлантическом океанах.

## Виды
В роде 11 видов:
- Neomerinthe amplisquamiceps (Fowler, 1938)
- Neomerinthe bauchotae Poss & Duhamel, 1991
- Neomerinthe beanorum (Evermann & M. C. Marsh, 1900)
- Neomerinthe erostris (Alcock, 1896)[1]
- Neomerinthe folgori (Postel & C. Roux, 1964)
- Neomerinthe hemingwayi Fowler, 1935typus
- Neomerinthe megalepis (Fowler, 1938)
- Neomerinthe naevosa Motomura, Béarez & Causse, 2011[2]
- Neomerinthe pallidimacula (Fowler, 1938)[3]
- Neomerinthe procurva L. C. Chen, 1981
- Neomerinthe rufescens (C. H. Gilbert, 1905)